# Marcelo Tejera
Marcos Marcelo Tejera Battagliese (Montevideo, Uruguay, 6 de agosto de 1973) es un exfutbolista uruguayo que jugaba de volante.  
Debutó en 1989 como defensor en el Defensor Sporting y tuvo un papel destacado en la selección en 1991. Jugó en el Cagliari de la Serie A italiana, durante la temporada 1992-1993. No jugó demasiado esa temporada, por lo que el jugador volvió a Latinoamérica para jugar en Boca Juniors durante dos temporadas y después volver a Defensor Sporting, club donde fue idolatrado.
Después partió para jugar en la Segunda División de España con el Logroñés, equipo en el que estuvo durante 5 temporadas antes de volver de nuevo a Defensor Sporting. Jugó después en la liga mx con el Estudiantes tecos y pasó por Peñarol y Nacional, terminando en Liverpool la temporada 2008-2009, cuando decidió colgar sus botas y retirarse del campo de juego para dedicarse a otras facetas del deporte.
Hoy Tejera sigue en el mundo deportivo como comentarista en algunos canales y como representante de futbolistas.

## Clubes
| Club              | País       | Año       |
| ----------------- | ---------- | --------- |
| Defensor Sporting | Uruguay    | 1989-1992 |
| Cagliari          | Italia     | 1992-1993 |
| Boca Juniors      | Argentina  | 1993-1995 |
| Defensor Sporting | Uruguay    | 1995-1996 |
| Logroñés          | España     | 1996-2000 |
| Defensor Sporting | Uruguay    | 2000-2002 |
| Estudiantes Tecos | México     | 2003-2004 |
| Peñarol           | Uruguay    | 2005      |
| Southampton       | Inglaterra | 2005      |
| Defensor Sporting | Uruguay    | 2006      |
| Nacional          | Uruguay    | 2006-2007 |
| Millonarios       | Colombia   | 2007      |
| Liverpool         | Uruguay    | 2008-2009 |

### Palmarés
| Título              | Club              | País    | Año  |
| ------------------- | ----------------- | ------- | ---- |
| Campeonato Uruguayo | Defensor Sporting | Uruguay | 1991 |

## Programas de TV
| Programa             | Área      | Cadena     | País               | Año       |
| -------------------- | --------- | ---------- | ------------------ | --------- |
| Desayunos informales | Panelista | Teledoce   | Bandera de Uruguay | 2015-2017 |
| Fox Sports Radio     | Panelista | Fox Sports | Bandera de Uruguay | 2015-2019 |